# Università di Malta
L'Università di Malta (in inglese University of Malta, in maltese L-Università ta' Malta, in latino Universitas Melitensis) è il più importante ente pubblico di istruzione della Repubblica di Malta e ha sede a Msida. Fa parte dell'Associazione delle università europee, dell'Associazione delle Università del Commonwealth e del Santander Network. 

## Storia
L'ateneo ha origine dal Collegium Melitense fondato dall'Ordine dei Gesuiti nel 1592, quando Malta era vassalla del Regno di Sicilia. Il Gran Maestro Manuel Pinto de Fonseca rilevò il collegio nel 1769, elevandolo al grado di Università e affidandone l'organizzazione, nel 1771, a Roberto Costaguti, teologo italiano, frate dell'Ordine dei Servi di Maria, il quale provvide a predisporre le prime costituzioni dell'Università.
Durante la breve occupazione napoleonica iniziata nel 1798, l'ateneo fu chiamato École Polytechnique. La precedente denominazione fu ristabilita in concomitanza dell'arrivo dei Britannici nel 1800. Nel 1938 ha ricevuto il titolo di reale da re Giorgio VI, diventando The Royal University of Malta. L'aggettivo è stato tolto nel 1974, quando Malta è divenuta una repubblica.
Fino al 1936 l'insegnamento è avvenuto in italiano, dal 1936 al 1964 soltanto in inglese, e dal 1964 sia in inglese che in maltese. Attualmente, nell'università è presente un corso di italianistica.
La vecchia sede dell'università era in St. Pauls Street a La Valletta, mentre oggi è in University Ring Road a Msida; la scuola di medicina ha sede nell'ex St Luke's Hospital a Guardamangia, frazione di Pietà.

## Facoltà
- Facoltà di Scienze umanistiche (Fakultà tal-Arti)
- Facolta dell'Ambiente costruito (Fakultà tal-Ambjent mibni)
- Facoltà di Odontoiatria (Fakultà tad-Dentistrija)
- Facoltà di Economia, Management e Contabilità (Fakultà tal-Ekonomija, Management u Accountancy)
- Facoltà di Educazione (Fakultà tal-Edukazzjoni)
- Facoltà di Ingegneria (Fakultà tal-Inġinerija)
- Facoltà di Legge (Fakultà tal-Liġi)
- Facoltà di Medicina e Chirurgia (Fakultà tal-Mediċina u l-Kirurġija)
- Facoltà di Scienze biomediche (Fakultà tax-Xjenzi tas-sahha)
- Facoltà di Scienze (Fakultà tax-Xjenza)
- Facoltà di Teologia (Fakultà tat-Teoloġija)
- Facoltà di Tecnologie dell'Informazione e Comunicazione (Fakultà tat-Teknoloġija tal-Informatika u l-Komunikazzjoni)
- Facoltà di Media e Scienze della conoscenza (Fakultà tal-Midja u tax-xjenzi tal-Għerf)
- Facoltà di Benessere sociale

## Sedi distaccate e partenariati internazionali
Dal 1999 al 2011 ha avuto una filiazione a Roma che è l'attuale Link Campus University. L'ateneo ospita dal 1988 presso il proprio campus di Msida le strutture dell'International Maritime Law Institute (istituto universitario autonomo costituito per iniziativa dell'Organizzazione marittima internazionale in collaborazione col governo maltese).